# Никиткино (Череповецкий район)
Никиткино — деревня в Череповецком районе Вологодской области.
Входит в состав Абакановского сельского поселения, с точки зрения административно-территориального деления — в Абакановский сельсовет.

## Топоним
В законе о регистрации населённого пункта названа Никиткино, однако в документах именовалась как Никитино. Областным законом от 31 мая 2012 года N 2782-ОЗ название населённого пункта утверждено в соответствии с первоначальной версией — Никиткино.

## География
Расстояние до центра муниципального образования Абаканово по прямой — 5 км. Ближайшие населённые пункты — Селище, Мусора, Ружбово.

## История
Деревня зарегистрирована 16 ноября 2000 года.

## Население
| 2010 |
| ---- |
| 0    |

По данным переписи в 2002 году постоянного населения не было.